# Josef Ferstl
Josef „Pepi“ Ferstl (* 29. Dezember 1988 in Traunstein) ist ein ehemaliger deutscher Skirennläufer. Er gehörte dem A-Kader des Deutschen Skiverbandes und seit 2006 dem Zoll-Ski-Team der Bundeszollverwaltung an. Sein Vater Sepp Ferstl war in den 1970er Jahren ein erfolgreicher Skirennläufer.

## Biografie
Ferstl nahm in der Saison 2003/2004 erstmals an FIS-Rennen und nationalen Meisterschaften teil. Beim European Youth Olympic Festival im Januar 2005 in Monthey wurde er Fünfter im Slalom und Achter im Super-G. Im nächsten Monat nahm Ferstl erstmals an zwei Europacuprennen teil, danach startete er erst wieder ab Februar 2007 in dieser Rennserie. Es dauerte aber noch bis März 2010, bis er erstmals Platzierungen unter den besten 30 erreichte und damit erstmals Europacuppunkte gewann. Im Jahr 2007 nahm Ferstl zum einzigen Mal an Juniorenweltmeisterschaften teil. Er kam nur im Riesenslalom als 48. ins Ziel und schied in allen anderen Disziplinen aus. Zwei Wochen vor dieser Junioren-WM gab er in den beiden Abfahrten von Garmisch-Partenkirchen sein Debüt im Weltcup. Er konnte sich nur an letzter bzw. vorletzter Stelle platzieren und kam danach knapp vier Jahre zu keinen weiteren Weltcupeinsätzen. Seit 2011 war er wieder sporadisch im Weltcup im Einsatz, blieb zunächst aber weiterhin ohne Weltcuppunkte.
Im März 2010 belegte Ferstl bei den deutschen Meisterschaften in der Super-Kombination, die in St. Moritz in der Schweiz ausgetragen wurden, den zweiten Platz hinter Stephan Keppler. Im Februar 2011 erreichte er mit einem fünften Platz in der Super-Kombination von Sarntal/Reinswald sein erstes Top-10-Ergebnis im Europacup. Elf Monate später, am 26. Januar 2012, feierte er in der Abfahrt von Zauchensee seinen ersten Europacupsieg. Weltcuppunkte gewann Ferstl erstmals am 18. Januar 2013 mit Platz 30 in der Super-Kombination von Wengen. Am 23. Februar 2013 fuhr er in der Kandahar-Abfahrt von Garmisch-Partenkirchen erstmals unter die besten zehn. In der nachfolgenden Saison 2013/14 konnte er sich nur gerade zweimal in den Punkterängen klassieren. Während er in den Saisons 2014/15 und 2015/16 je einmal unter die Top 10 fuhr, gelang ihm dies im Winter 2016/17 zweimal.
Nach einem verhaltenen Beginn der Saison 2017/18 überraschte Ferstl am 15. Dezember 2017 mit dem Sieg im Super-G von Gröden (sein bisher bestes Ergebnis war ein fünfter Platz gewesen). Dies war der erste Weltcupsieg eines Deutschen in einer Speed-Disziplin nach 13 Jahren (Max Rauffer 2004 ebenfalls in Gröden), in einem Super-G war es sogar der erste deutsche Sieg nach fast 27 Jahren (Markus Wasmeier 1991 in Lake Louise). Am 27. Januar 2019 gewann er als erster Deutscher den Super-G von Kitzbühel (sein Vater hatte 1978 und 1979 die Abfahrt gewonnen).
In den folgenden Jahren vermochte Ferstl nicht mehr an diese Leistungen anzuknüpfen. Er fiel ins Mittelfeld zurück und fuhr nur noch zweimal in der Saison 2021/22 sowie einmal in der Saison 2022/23 unter die besten zehn eines Weltcuprennens. Am 25. Januar 2024 erklärte er, dass er in Garmisch-Partenkirchen sein letztes Weltcuprennen am darauffolgenden Sonntag bestreiten und danach zurücktreten werde.

## Erfolge

### Olympische Spiele
- Pyeongchang 2018: 25. Abfahrt, 27. Super-G
- Peking 2022: 18. Super-G, 23. Abfahrt

### Weltmeisterschaften
- Vail/Beaver Creek 2015: 22. Abfahrt, 25. Super-G, 25. Alpine Kombination
- St. Moritz 2017: 18. Abfahrt, 25. Kombination, 26. Super-G
- Åre 2019: 6. Super-G, 28. Abfahrt
- Courchevel 2023: 27. Abfahrt

### Weltcupsiege
- 16 Platzierungen unter den besten zehn, davon 2 Siege:

| Datum             | Ort       | Land       | Disziplin |
| ----------------- | --------- | ---------- | --------- |
| 15. Dezember 2017 | Gröden    | Italien    | Super-G   |
| 27. Januar 2019   | Kitzbühel | Österreich | Super-G   |

### Weltcupwertungen
| Saison  | Gesamt | Gesamt | Abfahrt | Abfahrt | Super-G | Super-G | Kombination | Kombination |
| Saison  | Platz  | Punkte | Platz   | Punkte  | Platz   | Punkte  | Platz       | Punkte      |
| ------- | ------ | ------ | ------- | ------- | ------- | ------- | ----------- | ----------- |
| 2012/13 | 97.    | 31     | 40.     | 30      | –       | –       | 32.         | 1           |
| 2013/14 | 129.   | 8      | –       | –       | 46.     | 8       | –           | –           |
| 2014/15 | 67.    | 93     | 28.     | 75      | 45.     | 11      | 35.         | 7           |
| 2015/16 | 95.    | 60     | 42.     | 31      | 35.     | 29      | –           | –           |
| 2016/17 | 47.    | 172    | 27.     | 55      | 13.     | 117     | –           | –           |
| 2017/18 | 34.    | 237    | 31.     | 42      | 6.      | 195     | –           | –           |
| 2018/19 | 23.    | 353    | 14.     | 156     | 9.      | 197     | –           | –           |
| 2019/20 | 74.    | 109    | 26.     | 78      | 29.     | 31      | –           | –           |
| 2020/21 | 68.    | 98     | 38.     | 24      | 22.     | 74      | –           | –           |
| 2021/22 | 48.    | 192    | 22.     | 106     | 21.     | 86      | –           | –           |
| 2022/23 | 56.    | 138    | 21.     | 114     | 43.     | 24      | –           | –           |
| 2023/24 | 114.   | 22     | 46.     | 22      | –       | –       | –           | –           |

### Europacup
- Saison 2011/12: 3. Abfahrtswertung, 9. Super-G-Wertung
- Saison 2012/13: 4. Super-G-Wertung
- Saison 2014/15: 10. Super-G-Wertung
- 8 Podestplätze, davon 2 Siege:

| Datum           | Ort        | Land       | Disziplin |
| --------------- | ---------- | ---------- | --------- |
| 26. Januar 2012 | Zauchensee | Österreich | Abfahrt   |
| 1. Februar 2013 | Sarntal    | Italien    | Super-G   |

### Juniorenweltmeisterschaften
- Altenmarkt/Flachau 2007: 48. Riesenslalom

### Weitere Erfolge
- 2 deutsche Meistertitel (Super-G 2017, 2018)
- 6 Siege in FIS-Rennen
- 4 Siege im South America Cup